# Metacybernetyka
Metacybernetyka (gr. meta – "po; ponad", meta- – przedrostek oznaczający "ponad", "poza" lub "o czymś w innym kontekście", kybernetes – "sternik; zarządca" od kybernán – "sterować; kontrolować") – nauka interdyscyplinarna powstała poprzez syntezę cybernetyki i fizyki.
Stanowi ona syntezę tradycyjnej i cybernetycznej teorii związków przyczynowych. W tradycyjnej (fizykalnej) teorii związków przyczynowych zakłada się, że następne stany dowolnego obiektu zależą od stanów poprzednich, czyli od "przeszłości", natomiast w cybernetycznej teorii związków przyczynowych zakłada się, że stany dowolnego obiektu zależą od pewnych stanów przyszłych, czyli "celów". Podstawowy aksjomat metacybernetyki polega więc na założeniu, że stany obiektów energomaterialnych są zależne zarówno od poprzednich jak i następnych stanów – czyli zarówno od przeszłości jak i przyszłości.
Podstawy naukowe metacybernetyki zostały opracowane przez Józefa Kosseckiego. Opiera się ona na aksjomatycznej teorii poznania, jakościowej teorii informacji Mariana Mazura, oraz ogólnej jakościowej teorii informacji opracowanej przez Kosseckiego. Metacybernetyka bada konkretne obiekty energomaterialne, którym oprócz współrzędnych (parametrów) określających ich położenie w przestrzeni i czasie (w czasoprzestrzeni) przypisuje się także masę.
Metacybernetyka może być rozumiana jako nowoczesna filozofia przyczynowości.
Metacybernetyka stanowi metadziedzinę w stosunku do nauk technicznych, biologicznych i społecznych (humanistycznych), a także cybernetyki ogólnej i cybernetyki społecznej.